# Dalit Kisan Dal
Dalit Kisan Dal ("Dalitbondepartiet") är ett politiskt parti i Punjab i Indien. Partiet bildades som en utbrytning ur Lok Bhalai Party 2001, då aktivister från LBP:s avdelningar i Khamano, Machhiwara, Ropar och Samrala bröt sig loss. DKD:s generalsekreterare är Bhinder Singh Ranwan och partiets ordförande är Iqbal Singh Kapurthala. Partiet säger sig kämpa för bättre villkor för bönder och daliter.